# Lucille (guitarra)

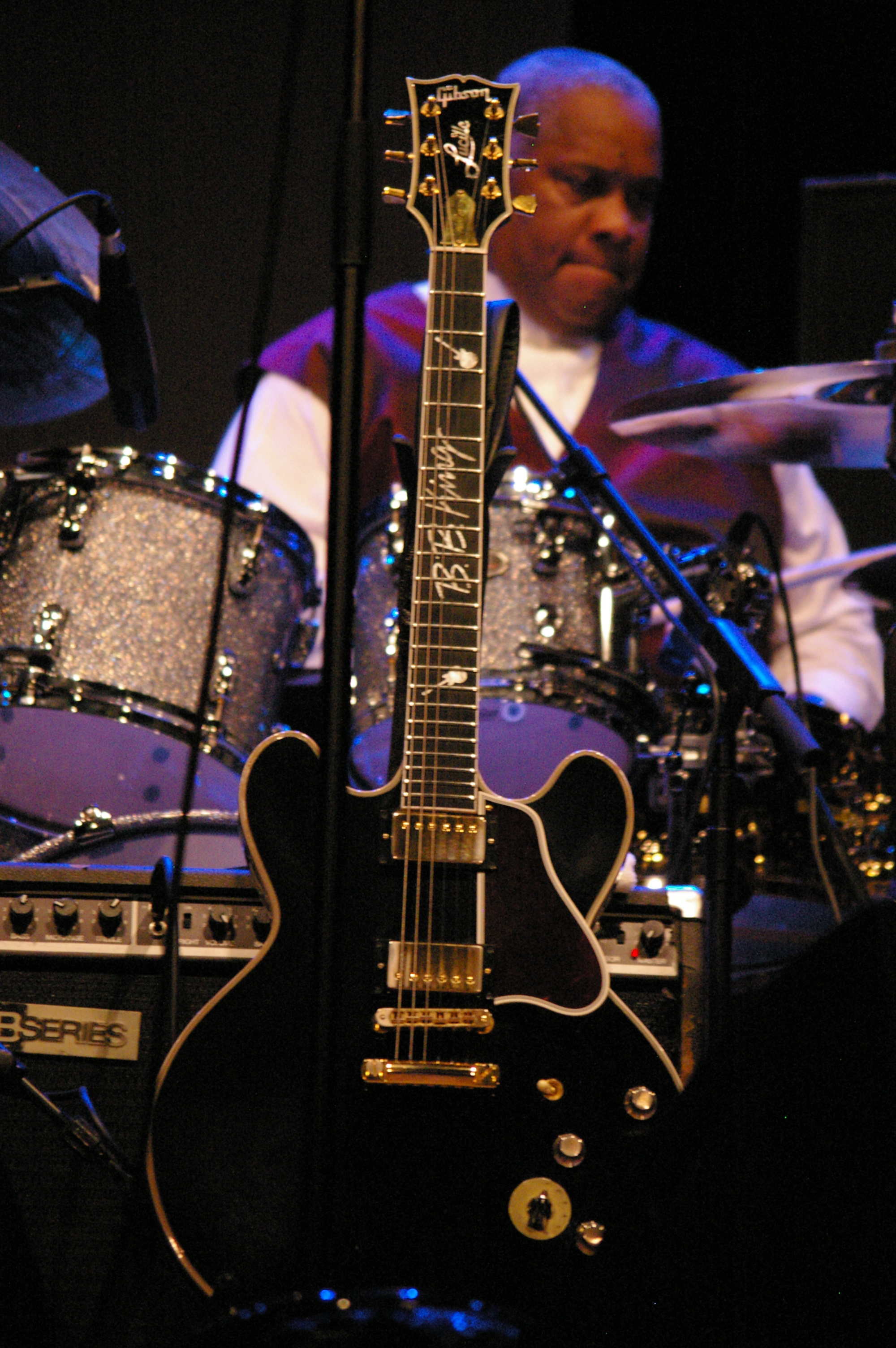
B. B. King's Lucille

Lucille es el nombre que B. B. King dio a sus guitarras. Principalmente eran guitarras Gibson similares a la ES-345-355.

## La historia de Lucille

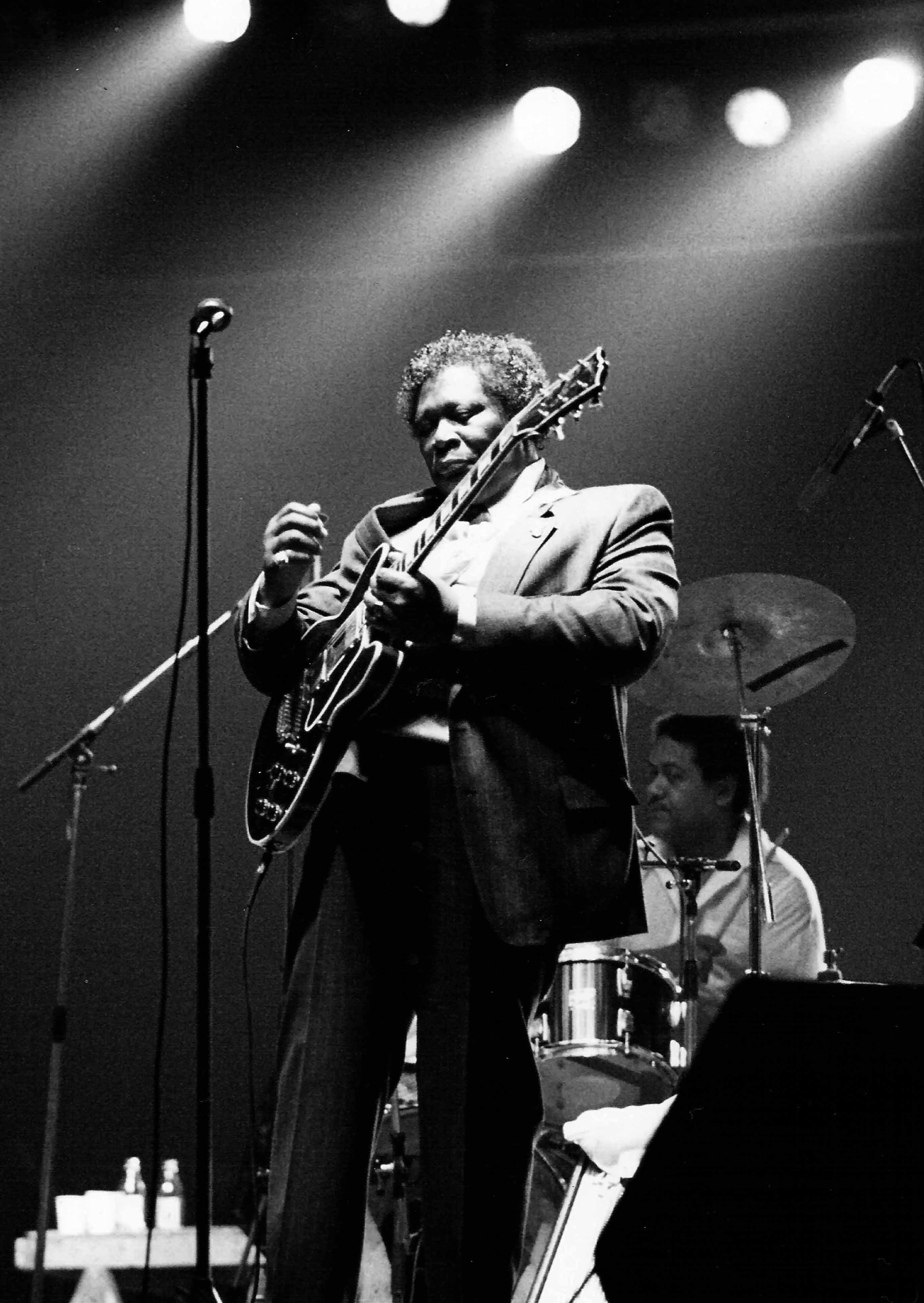
El considerado rey del Blues con su inseparable Lucille. Author: F. Antolín Hernandez

Durante el invierno de 1949, King tocó en un salón de baile en Twist, Arkansas. Para calentar el salón, un barril medio lleno con queroseno fue encendido, una práctica bastante común en la época. Durante su actuación, dos hombres comenzaron a pelear, golpeando el barril quemándose y enviando combustible ardiente hacia el suelo. Esto provocó una evacuación. Una vez afuera, King se dio cuenta de que había dejado su guitarra dentro del edificio en llamas. Este entró al incendio para rescatar a su guitarra, una Gibson acústica. Dos personas murieron en el incendio. Al día siguiente, King descubrió que los dos hombres estaban peleando por una mujer llamada Lucille. King nombró a su primera guitarra Lucille, al igual que a todas las que tuvo desde aquella casi fatal experiencia, como recuerdo de no volver a hacer algo tan estúpido como correr hacia un edificio en llamas o pelear por una mujer.

## Lucilles a través de la carrera de King

### Primeras Lucilles
King tocó guitarras de diferentes marcas a comienzos de su carrera. Tocó una Fender Telecaster en la mayoría de sus grabaciones con RPM Records. Sin embargo, B.B. King es conocido por tocar variantes de la Gibson ES-355.

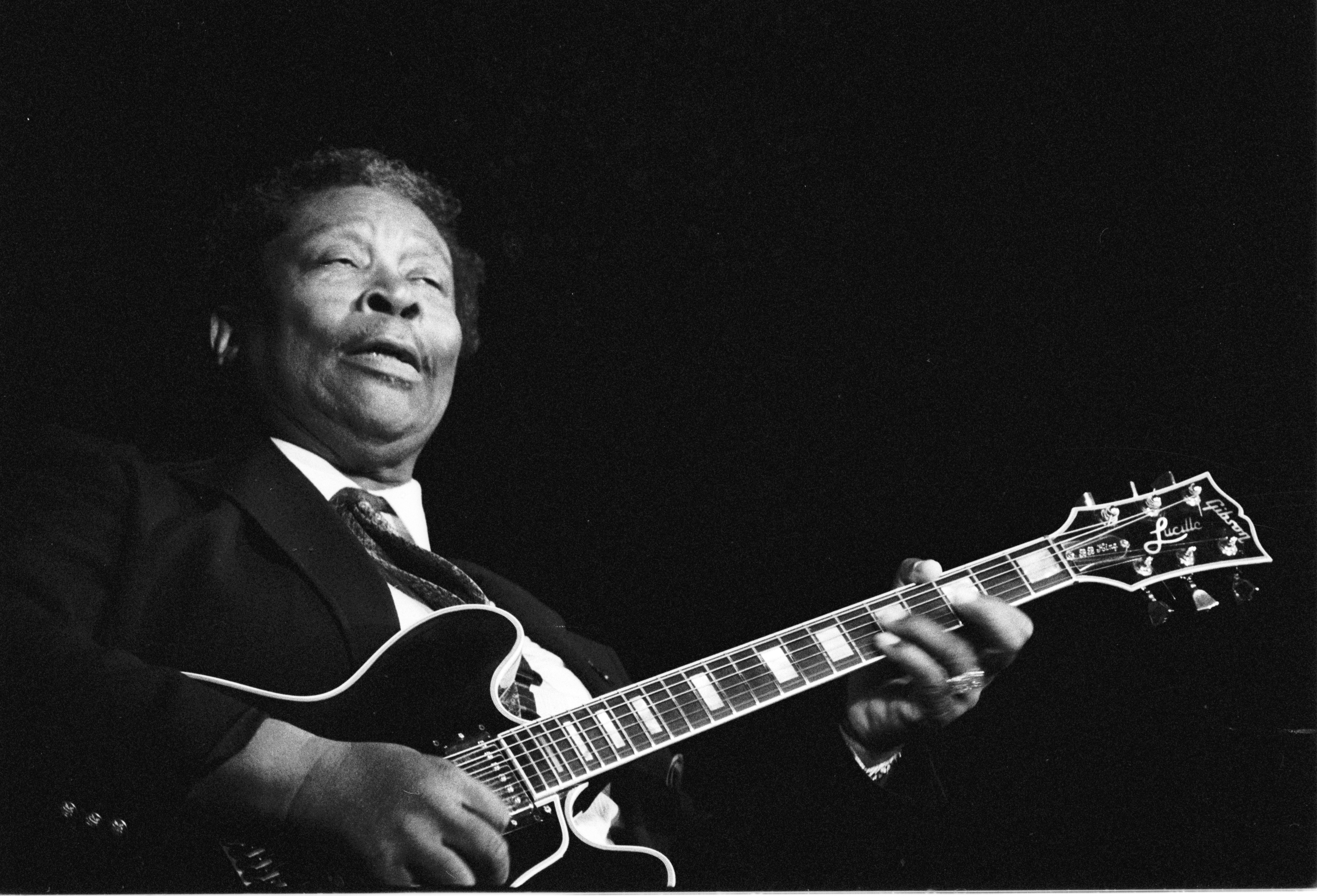
B. B. King con una de sus guitarras Lucille durante un concierto en Francia (1989).

### Lucille Gibson
En 1980, Gibson Guitar Corporation puso a la venta el modelo de la Lucille de B. B. King. Las diferencias más perceptibles entre la Lucille y la Gibson ES-355 son la escritura "Lucille" y la falta de aberturas acústicas (las efes) en su parte superior con el fin de controlar el feedback.

### Pequeña Lucille Gibson
En 1999, Gibson puso a la venta la Little Lucille (Pequeña Lucille), una versión de sus guitarras Blueshawk. Difiere de la Blueshawk en tener un puente Tune-o-matic y una parada de cordal TP-6.
Este modelo ya no se encuentra en el catálogo de productos de Gibson, fabricados en USA, y el modelo Blueshawk en el cual fue basado se dejó de producir.

## Curiosidades
- En julio de 1993 BB King actuò en el Monte Do Gozo, Santiago de Compostela, España, subastando la guitarra con la que toco para un fin benéfico y fue adquirida por L.M.P.R. de Padròn, La Coruña, por la cantidad de 400.000 pts. de la época.[7][8]
- El 19 de diciembre de 1997 King presentó a Lucille a Juan Pablo II, lo que siguió de un concierto en el Vaticano.[9]
- El 5 de noviembre de 2000 King donó una copia autografiada de Lucille al Museo Músico Nacional.[10]
- En el manga y Anime Beck, la guitarra de Ryusuke Minami es llamada Lucille y su historia es similar a la Lucille de B.B. King. Sólo que a diferencia de la Lucille original, ésta ha sido sacada de un tiroteo y no un incendio.